# Металофон
Металофон је музички инструмент сличан вибрафону. Разлика је у томе што металофон нема вибрирајући уређај. Резонатор је направљен од дрвета у облику сандучића на коме леже плочице. Прилагођен је тако да располаже једном октавом и може да има који тон више, а користи се у дечјем музицирању у саставу Орфовог инструментарија.